# ياسين ساحلي
ياسين ساحلي هو لاعب كرة قدم تونسي، ولد في 23 نوفمبر 1987.